# محطة سكة حديد وستكت
محطة سكة حديد وستكت (بالإنجليزية: Westcott railway station)‏ كانت محطة صغيرة، شُيدت لخدمة قرية وستكت باكينجهامشير والمباني المحيطة المُلحقة بممتلكات البارون فرديناند دي روتشيلد والتي تقع في وادسون مانور. وقام دوق باكنغهام بتشيدها في عام 1871 وذلك باعتبارها جزء من الترام المجرور بالخيول حتى تسمح بمرور البضائع من وإلى ممتلكاته الواسعة، التي تقع في باكينجهامشير، ولربط ممتلكات الدوق بسكة حديد أيلزبري وباكنغهام بمحطة حديد كواينتون. وأدت حملة الضغط التي قام بها سكان بلدة بريل إلى تحويل الترام حتى يُستخدم لنقل الركاب. وفي عام 1872، تم تمديد هذه المحطة إلى سكة حديد بريل، والتي أصبحت تُعرف بترام بريل.
بنيت هذه المحطة وتم إدراجها باستخدام قاطرات ذات نوعية رديئة. وكانت الخدمات، على هذا الخط، بطيئة للغاية ومُقتصرة في البداية على السير بسرعة 5 ميل (8.0 كـم)، وكان من المُخطط أن يمتد الترام إلى أكسفورد في عام 1890، ولكن لم يُنفذ هذا المُخطط، وسيطرت محطة سكة حديد متروبوليتان على عمل هذا الخط في عام 1899.
في عام 1933، وبعد نقل سكة حديد متروبوليتان إلى الملكية العامة، ليُصبح خط متروبوليتان خاص بنقل لندن، أصبحت محطة وستكت جزءًا من مترو أنفاق لندن، وذلك على الرغم من كونها تبعد بمقدار 4 ميل (6.4 كـم) عن وسط لندن. واعتقدت إدارة نقل لندن أنه من غير المُحتمل أن يكون هذا الخط قابل للحياة مرة أخرى، ومن ثَم، أغلقت محطة وستكت مع باقي الخط وذلك في 3 نوفمبر من عام 1935. ولم يتبق سوى مبنى المحطة والمنزل المُرتبط بها، وهما من أهم المبانٍ المُتبقية من محطة بريل بخلاف محطة الوصل السابقة التي تقع على طريق كواينتون.

## ترام بريل

خريطة موقع وستكت بباكينجهامشير

في 23 سبتمبر لعام 1868، تم افتتاح المحطة الصغيرة أيلزبري وباكنغهام، والتي تربط بين شركة سكة حديد بريطانية في أيلزبري بلندن ومحطة نورث ويسترن بأكسفورد، وهي شركة سكة حديد بريطانية تم افتتاحها بين أعوام 1846 و1922، بخط بليتشي، وهو خط يربط بين جامعة أكسفورد وكامبيردج، عند محطة تقاطع فيرني. وفي 1 سبتمبر عام 1894، وصلت محطة متروبوليتان إلى أيلزبري، وبعد ذلك بفترة قصيرة تم إيصالها بمحطة أيلزبري وباكينغهام وخدمات متروبوليتان المحلية التي تصل لخط فيرني وبدأ ذلك في 1 أبريل عام 1894. وبدأت عملية الوصل في 1 يناير 1897 عن طريق قطارات من محطة لندن للمتروبوليتان إلى محطة بيكر ستريت.
اهتم ريتشارد بلنتاجنيت كامبل تيمبل نوجنت بريدجس تشاندوس غرينفيل، الدوق الثالث لباكينغهام وشاندوس بالسكك الحديدية، وقد تولى منصب رئاسة سكة حديد لندن ونورث ويسترن من عام 1852 إلى عام 1861. وقد قرر بناء سكة حديد خفيفة في أوائل عام 1870، وذلك لنقل البضائع من ممتلكاته في باكينغهامشير إلى خط أيلزبري وباكينغهام، الذي يقع في طريق كواينتون. وكان الرصيف الأول من الخط يُعرف باسم بريل وتون أو ترام بريل، وكان يبُعد بمقدار 4 ميل (6.4 كـم) من طريق الكواينتون عن طريق الوتون بانحياز منجم في كينجزوود، وتم افتتاحه في 1 أبريل 1871، وكان بغرض استخدام الترام التي تجرها الخيول. وتم تصميم الخط على شكل فلنكات طولية، وذلك لتجنُب تعثر الخيول في الفلنكات.

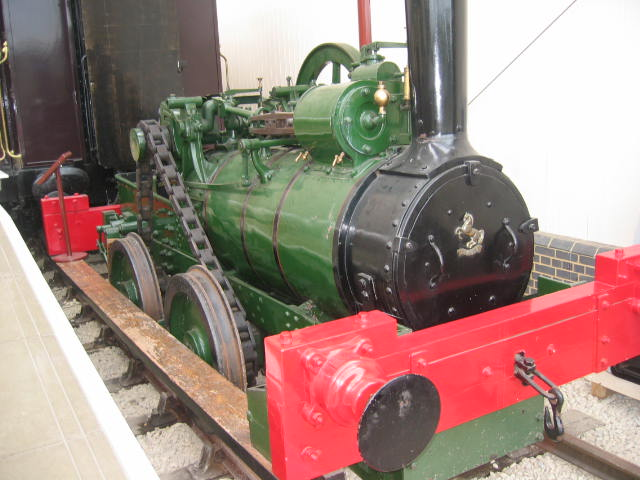
إحدى محركات الجر الأصلية مع إحدى قاطرات الجر المستخدمة في الخط عام 1871.

أدى الضغط الذي قام به سكان قرية بريل، من أجل إدخال خدمات الركاب إلى الخط، إلى امتداد المحطة من خط الوتون إلى محطة سكة حديد البريل على سفح هضبة البريل بمقدار 3⁄4 ميل (1.2 كـم) من قمة مدينة بريل نفسها، وكان ذلك في صيف عام 1872، حيث تم إدخال قطاريين مُختلطين، وهما قطار لعمل الركاب وآخر للبضائع، في كل يوم إلى كل اتجاه، وتم تسمية هذا الخط باسم ترام بريل في هذا الوقت. وقام الدوق بشراء اثنين من محركات الجر، والتي تم تصميمها للعمل كقاطرات في الخط، ولكل محرك سرعة قصوى تبلغ 8 ميل في الساعة (13 كم/س)، على الرغم من أن الحد الأقصى للسرعة الذي تم وضعه هو 5 ميل في الساعة (8.0 كم/س).
تُوفي الدوق عام 1889، وقام الأوصياء على ممتلكاته بإنشاء شركة ترام أكسفورد وأيلزبري في عام 1894، وكان بهدف توسيع الخط من بريل إلى أكسفورد. وقامت محطة حديد متروبوليتان باستئجار ترام بريل من 1 ديسمبر 1899، على الرغم من أن الخط كان مملوكًا من قبل شركة ترام أكسفورد وأيلزبري.

## الخدمات والمرافق
كانت محطة وستكت هي المحطة الثانية من طريق الكواينتون على بُعد 1⁄2 ميل (0.80 كـم) شرق طريق الكواينتون. وتتكون المحطة من رصيف واحد مع مبنى خشبي صغير للمحطة، وكانت تقع جنوب قرية وستكت، والتي كان يبلغ عدد سكانها حوالى 150 نسمة عند افتتاح السكة الحديدية. وسُميت المحطة في البداية باسم مُنزلق وستكت، ومن ثَم تم إعادة تسميتها بعد فترة قصيرة من الافتتاح لتُسمى وستكت. وتم تشييد المحطة في البدابة برصيف واحد خشبي مُنخفض. وتم تصميمها خصيصًا لتحميل وتفريغ البضائع. وعقب نقلها عام 1899 لخدمات سكة حديد متروبوليتان، قامت سكة حديد متروبوليتان بتقديم عربة واحدة للركاب على الخط من شركة براون مارشيل؛ وفي هذا الوقت، تم رفع جزء قصير من الرصيف ليصل إلى الارتفاع التقليدي، بغية الوصول إلى الأبواب العليا من العربة الجديدة.

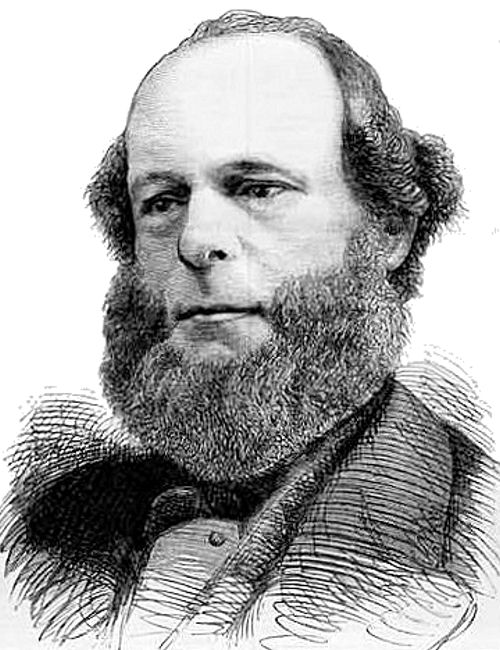
دوق باكينغهام ومُؤسس ترام بريل.

اقتصر استخدام المحطة على قاطرات ذات نوعية رديئة وعلى طرق كثيرة الأخاديد، والتي تُشبه التلال. وكانت القطارات تسير ببطء في المنطقة. وفي عام 1882، كانت القطارات تأخُذ 20 دقيقة في عملية نقل تصل لمسافة قصيرة من طريق الكواينتون إلى الوستكت و50 دقيقة من الوستكت إلى بريل.
كانت محطة الوستكت تخدم الركاب عبر توفير قطاريين يوميًا في كل اتجاه منذ عام 1872 وحتى عام 1894. وازداد العدد منذ عام 1895 وحتى عام 1899 ليصل إلى 3 قطارات يوميًا. وعقب نقل الخدمات عام 1899 إلى محطة متروبوليتان، كانت المحطة تخدم 4 قطارات يوميًا في كل اتجاه، إلى أن تم إغلاق المحطة في 1935. وأدت التحسينات التي تم إدخالها على الخط في فترة النقل إلى ترام أكسفورد وأيلزبري إلى تقليل فترة الرحلات من وستكت إلى كواينتون وبريل إلى 13 دقيقة و28 دقيقة على التوالي.
و28 دقيقة على التوالي.

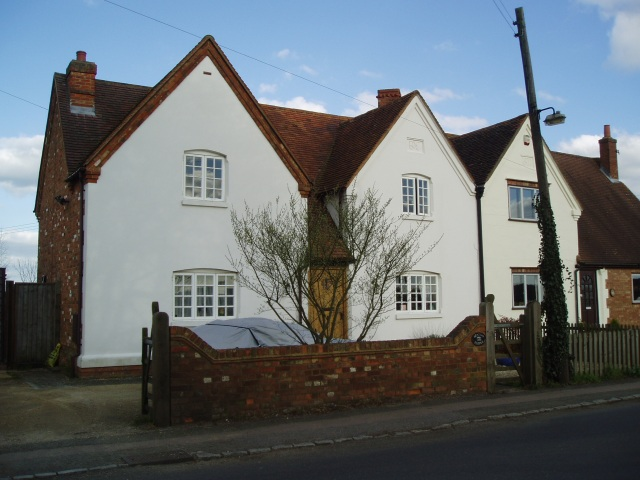
مبتى المحطة السابق في وستكت.

كانت قطارات الركاب تخدم المحطة عمومًا في أيام العمل فقط، على الرغم من أن القطارات كانت تعمل في أيام الأحد في الفترة ما بين 1903 و1922. وعلى الرغم من أن قرية وستكت كانت صغيرة للغاية إلا أن غالبية ممتلكات البارون فرديناند دي روتشيلد في البيت الإقطاعي لقرية وادسون جعلت محطة الوستكت واحدة من المحطات الأكثر ازدحامًا على الخط من حيث الركاب وحركة البضائع.
وعلى الرغم من العدد المنخفض للخدمات والأفراد الذين يستخدمون المحطة إلا أنه كان بها عدد من العمالة؛ وكانت مسؤليات الموظف الواحد تشتمل على الحفاظ على المصابيح الزيتية في المحطة مع العمل على بالقرب من نقاط بوابات العبور. وكما هو الحال بالنسبة لكل الموظفين على الخط، فإنهم ملزمون تعاقديًا «بتكريس أنفسهم على الخدمة فقط وبالحضور المُستمر أثناء الساعات المُحددة لهم وبالامتناع عن استخدام لغة غير مناسبة أو قيامهم بالسب أو الحلف باليمين». وقام دوق باكينغهام بتزويد كل موظف بمنزل قريب للغاية من المحطة، وكان المنزل يحتوي على نقش باكينغهام وشاندوس.
وتم افتتاح مصنع غاز صغير على مسافة قصيرة من جنوب محطة الوستكت لتوفير الطاقة للبيت الإقطاعي لوادسون والمباني الأخرى من ممتلكات روتشيلد. وتم بناء خط صغير صخري للعمل بين محطة الوستكت ومحطات الغاز، حيث كان يعمل موازيًا للخط الجنوبي من قرية وستكت. وفي عام 1926، تم إغلاق مصنع الغاز وتم استبداله بمُولد كهربائي في مكان آخر على أراضي وادسون مانور وتم إزالة الطريق الصخري.

## الإغلاق
| وفي ليلة السبت، وللمرة الأخيرة تم رسم محرك دبابة صغير مماثل لحافلة ركاب قديمة على طول خط السكة الحديدية الذي يبُعد بمقدار 7 ميل (11 كـم) بين أهالي قرية الباكس الذين يقطنون على طريق الكوينتون وبيرل.ويضم القطار مسؤولين من شركة سكة حديد المتروبوليتان، من بينهم مساعد المدير. ويتوقف القطار في الخمس محطات التابعين للخط. وتم وضع المستندات والسجلات وكل الأشياء الثمينة من كل محطة في عربة الحارس. وتم إطفاء مصابيح المحطة ولم يعد هناك وجود للقطار ولا لوجهته التي تقع على طريق الكوينتون. وبعد فترة وجيزة، سوف يتحول المحرك والحافلة إلى نيسدن وكومة النفايات. |
| — |

في 1 يونيو 1933، تم نقل سكة حديد متروبوليتان وغيرها من سكك حديد مترو لندن دون خط الواترلوو والسيتي إلى الملكية العامة، وذلك باعتبارهم جزء تابع لجهاز نقل الركاب في لندن. ونتيجة لذلك، أصبحت محطة وستكت جزءًا من شبكة مترو أنفاق لندن على الرغم من أنها تبُعد بمقدار 43 ميل (69 كـم) عن مدينة لندن.
 وفي هذا الوقت، فقد ترام بريل مبالغ كبيرة من الأموال. وتضائلت حركة البضائع على عكس المناطق الأخرى، التي كان يخدمها سكة حديد متروبوليتان السابقة، بالإضافة إلى انخفاض عدد الركاب. وفي عام 1932، شهدت محطة الوستكت مرور 1,560 راكب فقط، وحصلت على 27 جنيه إسترليني من عائدات الركاب.
وارتأى فرانك بيك العضو المنتدب لمجموعة مترو أنفاق لندن منذ عام 1928 والرئيس التنفيذي للمنظمة المسؤلة عن النقل العام في لندن أن الخطوط ما بين أيلزبري وبريل وتقاطع فيرني ليست مضمونة المستقبل، وذلك لقلة الأموال والركاب، قائلاً: «أن أكثر من 2000 إسترليني سوف تُحفظ عن طريق غلق ترام بريل». ونتيجة لذلك، فإن المنظمة المسؤلة عن النقل العام بلندن قررت التخلي عن جميع خدمات الركاب خارج أيلزبري. وأُغلق ترام بريل في 1 ديسمبر 1935، مع باقي القطارت التي كانت تعمل في 30 نوفمبر.

## بعد الإغلاق
انتهت عملية استئجار المتروبوليتان عقب سحب خدمات نقل لندن، وعاد التحكُم في السكك الحديدية والمحطات إلى شركة ترام أكسفورد وأيلزبري. ولم تكن شركة ترام أكسفورد وأيلزبري قادرة على إدارة الخط بمفردها دون وجود أموال ومخزون؛ ومن ثم، تم بيع البنية التحتية بأكملها في المزاد في 2 أبريل 1936. وكان من بين أرخص 53 قطعة، التي تم بيعها، علامة محطة وستكت ومصابيح الزيت عند بوابات عبور الوستكت، حيث تم بيع كل منها بشلن واحد. كما تم بيع منزل السكة الحديدية بوستكت مُحققًا 305 إسترليني.
وتوقفت قطارات خط متروبوليتان عن تشغيل خط شمال أيلزبري منذ 6 يوليو 1936. وواصلت خدمات سكة حديد لندن ونورث إيسترن، سكك حديد بريطانيا من 1948، العمل من محطة سكة حديد وسط لندن المُرتبطة بمحطة مترو أنفاق لندن في منطقة ماريليبون على الخط الذي يصل لمحطة تقاطع فيرني عن طريق خط الكواينتون إلى مارس 1963. ولا يوجد أي أثر للخط في وستكت، إلا أنه لا يزال مبنى المحطة في مكانه في الحديقة الخلفية لمنزل المحطة السابق، ويُعد الآن مسكنًا خاصًا، وهو مطابق للشكل الأصلي لعلامة محطة وستكت. وبخلاف محطة الوصل التي تقع على طريق الكواينتون، فإنه قد تم الحفاظ عليهم حاليًا في مركز سكة حديد باكينغهامشير. وتُعد المحطة والمنزل المُرتبط بها من أهم المباني المتبقية من ترام بريل.

## مُلاحظات
1. ↑  ولأن الخط الذي تم اقتراحه كان يقع على أرض مملوكة لدوق باكينغهام ووينوود تشاريتي ترست والذي وافق بدوره على عملية البناء،[4]  فإن الخط لم يكن بحاجة إلى موافقة برلمانية ومن الممكن البدء في البناء على الفور.[3][5]
2. ↑  كانت خدمات السكة الحديدية بين لندن وأكسفورد ضعيفة للغاية في هذا الوقت على الرغم من كونه طريق ملتوٍ للغاية وكونه الطريق الذي ربط بين طريق الكواينتون إلى أكسفورد. ومن المحتمل أن يكون هذا الطريق هو أقصر طريق بين أكسفورد ومدينة لندن.[6]
3. ↑  وعلى الرغم من أن خدمات عام 1899 كانت خاضعة لسكة حديد المتروبوليتان، خط المتروبوليتان لمترو أنفاق لندن من يوليو 1933، إلا أن السكة الحديدية والمحطات كانت لا تزال مُملوكة لشركة ترام أكسفورد وأليزبري، وكانت تحت سيطرة الأوصياء على ممتلكات الراحل إيرل تيمبل.[11]  وكان لسكة حديد المتروبوليتان خيار شراء الخط كاملًا ولكنه لم يحدث أبدًا.[12]
4. ↑  وعلى الرغم من كونها جزءًا من شبكة مترو أنفاق لندن، فإن محطة الوستكت كانت مُشتركة مع كل محطات خط المتروبوليتان، التي تقع شمال أليزبري، في كونهم لم يظهروا على خريطة المواصلات التخطيطية.[23]
5. ↑  وعلى الرغم من أنه تم إغلاق ترام بيرل كاملًا عقب تحويله إلى الملكية العامة، إلا أن المُنظمة المسؤولة عن النقل العام بلندن اعتبرت أن فرع محطة تقاطع فيرني من الممكن أن يُستخدم باعتباره خط للبضائع وكونه طريق محظور العبور فيه، واستمرت في طريقها للحفاظ على الخط للعمل على خدمة البضائع حتى 6 سبتمبر 1947.[28]
6. ↑  كانت أغلى قطعة تم بيعها هي ساحة الـ 37 يارد (34 م) من رصيف القطار الذي يقع على محطة سكة حديد طريق الوادسون، والتي بلغت قيمتها 7 استرليني و10 شلن أي ما يقرب (1،070 إسترليني في عام 2017).[30] وذلك باستثناء منازل المحطة التي تقع في وستكت وبريل، حيث تم بيعها بشكل منفصل. وارتفع المزاد إلى 112 إسترليني و 10 شلن أي ما يقرب من (6،890 إسترليني في عام 2017) كليًا.[30]
7. ↑  ظلت محطة تقاطع فيرني مُفتوحة، وكان ذلك لخدمة القطارات على خط أكسفورد- بليتشي. وتم إغلاقها عقب سحب الخدمات بين أكسفورد وكامبيردج منذ 1 يناير 1968.[31]